# Columbus Circle (New York)

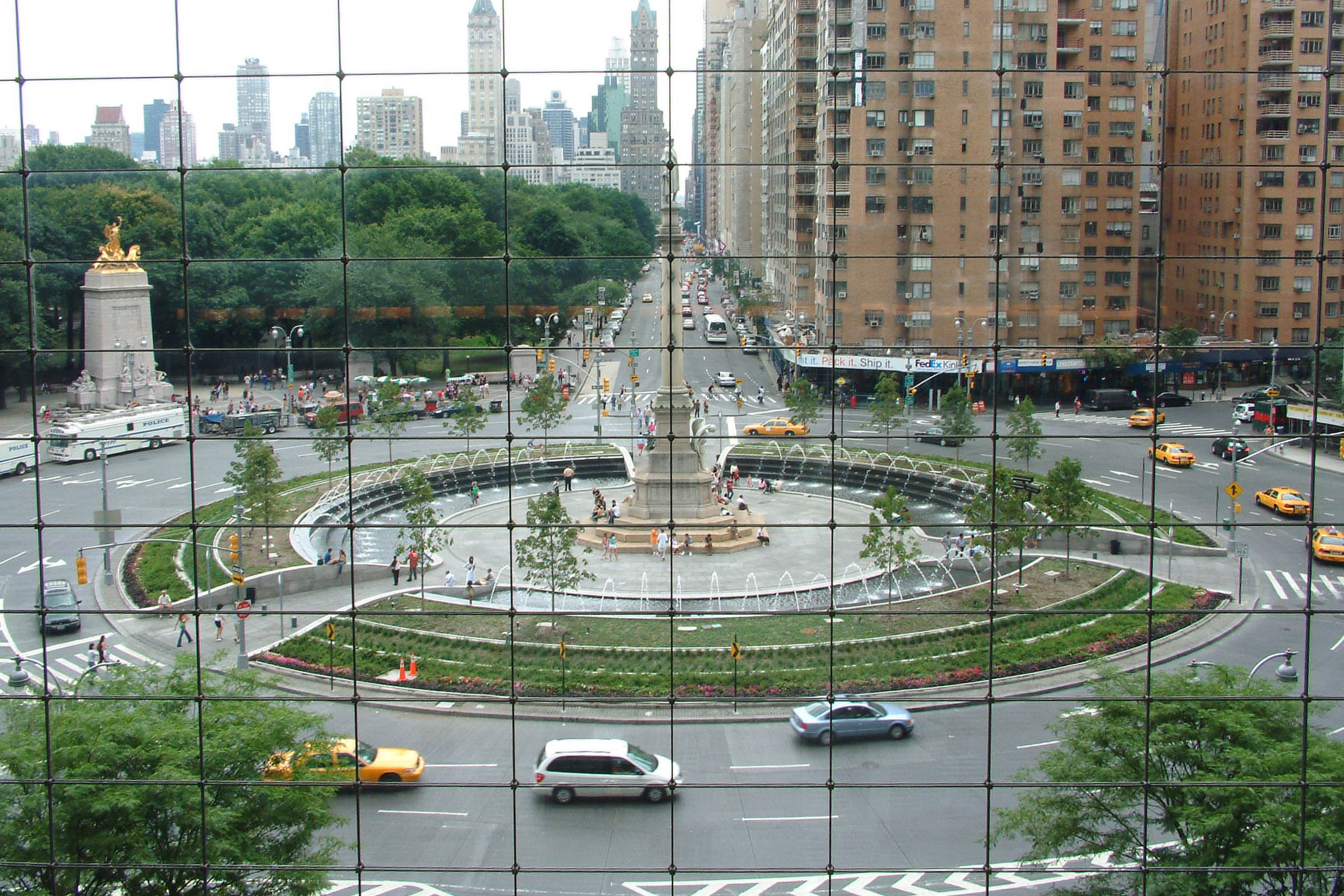
Columbus Circle vanuit het Time Warner Center

De Columbus Circle is een rond plein in New York. Het is gelegen op het kruispunt van Broadway, Central Park West, Central Park South (59th Street) en Eighth Avenue op de zuidwestelijke hoek van Central Park in Manhattan.

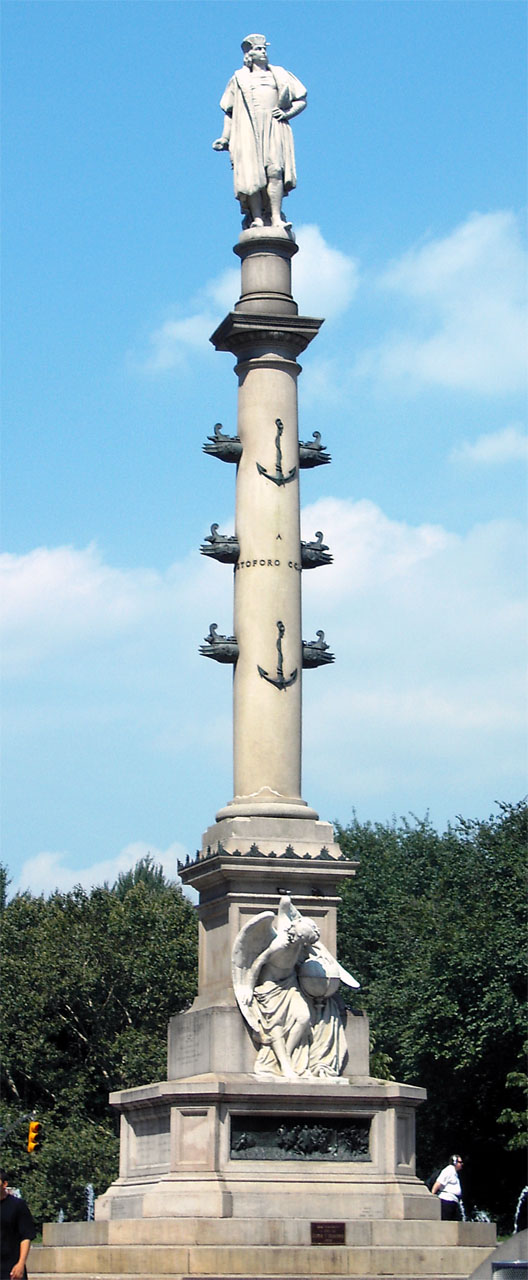
Het Columbus Monument

De rotonde werd ontworpen door William Phelps Eno, een zakenman die bekendstaat door zijn vele uitvindingen op het gebied van verkeersveiligheid. De rotonde was een onderdeel van Frederick Law Olmsteds plannen voor het Central Park en voor een cirkelvormig plein aan het begin van Eighth Avenue. 
Net als vroeger is Columbus Circle een belangrijk verkeersknooppunt. De buslijnen M5, M7, M10, M20, M104 doen het plein aan, en de lijnen A, B, C, D, en 1 van de Metro van New York hebben er een station.
Columbus Circle is vernoemd naar het Christoffel Columbus Monument dat in 1892 als onderdeel van de herdenking van de vierhonderdste verjaardag van de ontdekking van Amerika werd opgetrokken. Het monument werd gefinancierd door een Italiaanse krant (Il Progresso). Het beeld is een marmeren standbeeld, dat staat op een twintig meter hoge granieten zuil. De kolom is versierd met bronzen reliëfs, die de schepen van Columbus, Niña, Pinta en Santa María voorstellen. Aan de voet van de zuil staat een engel die een wereldbol vasthoudt. Vanuit dit monument worden alle afstanden in de stad New York gemeten.
In 2005 werd het plein gerenoveerd. Dit resulteerde in de toevoeging van een fontein, bankjes en beplanting rond het monument. Het 'eiland' in de rotonde meet ongeveer 3330 vierkante meter en het gehele plein meet bijna 14.000 vierkante meter.
Aan de westkant van Columbus Circle staat het Time Warner Center, het hoofdkantoor van Time Warner Group. In het complex bevindt zich ook het hoofdkantoor van nieuwszender CNN in New York. Aan de noordzijde staat de Trump International Hotel and Tower.

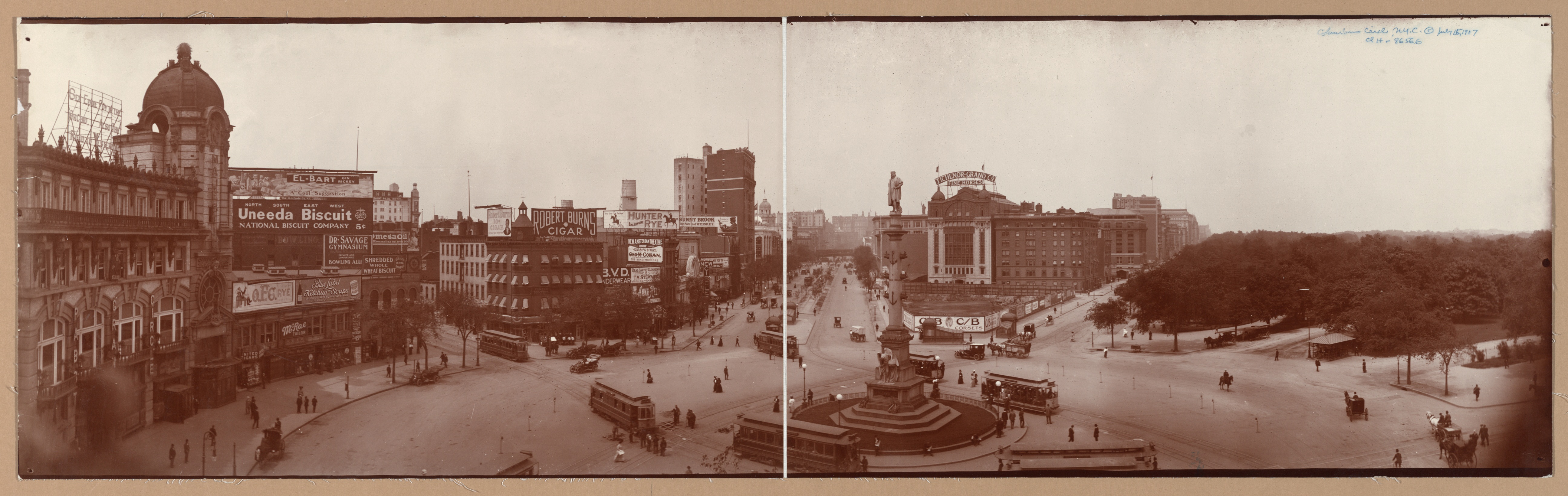
Columbus Circle in 1907